# جون هوستون (لاعب كرة قدم)
جون هوستون (بالإنجليزية: John Houston)‏ هو رسام ولاعب كرة قدم بريطاني، ولد في 1 أبريل 1930 في Buckhaven ‏ في المملكة المتحدة، وتوفي في 27 سبتمبر 2008. لعب مع دندي يونايتد.